# Église Saint-Pierre de Néré
L'église Saint-Pierre est une église située à Néré, dans le département français de la Charente-Maritime en région Nouvelle-Aquitaine.

## Historique
L'église est inscrite au titre des monuments historiques par arrêté du 18 février 1925.

## Galerie

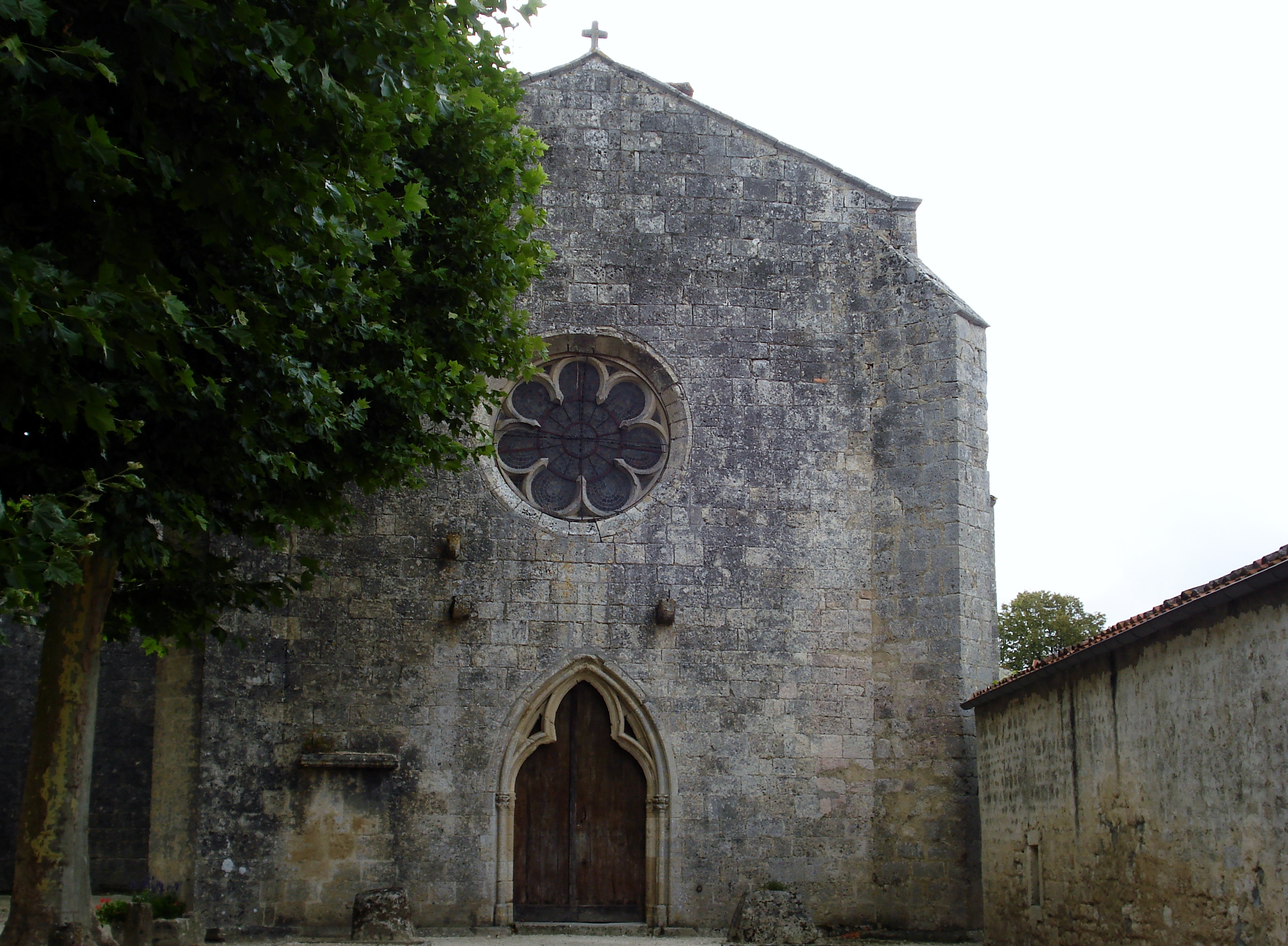
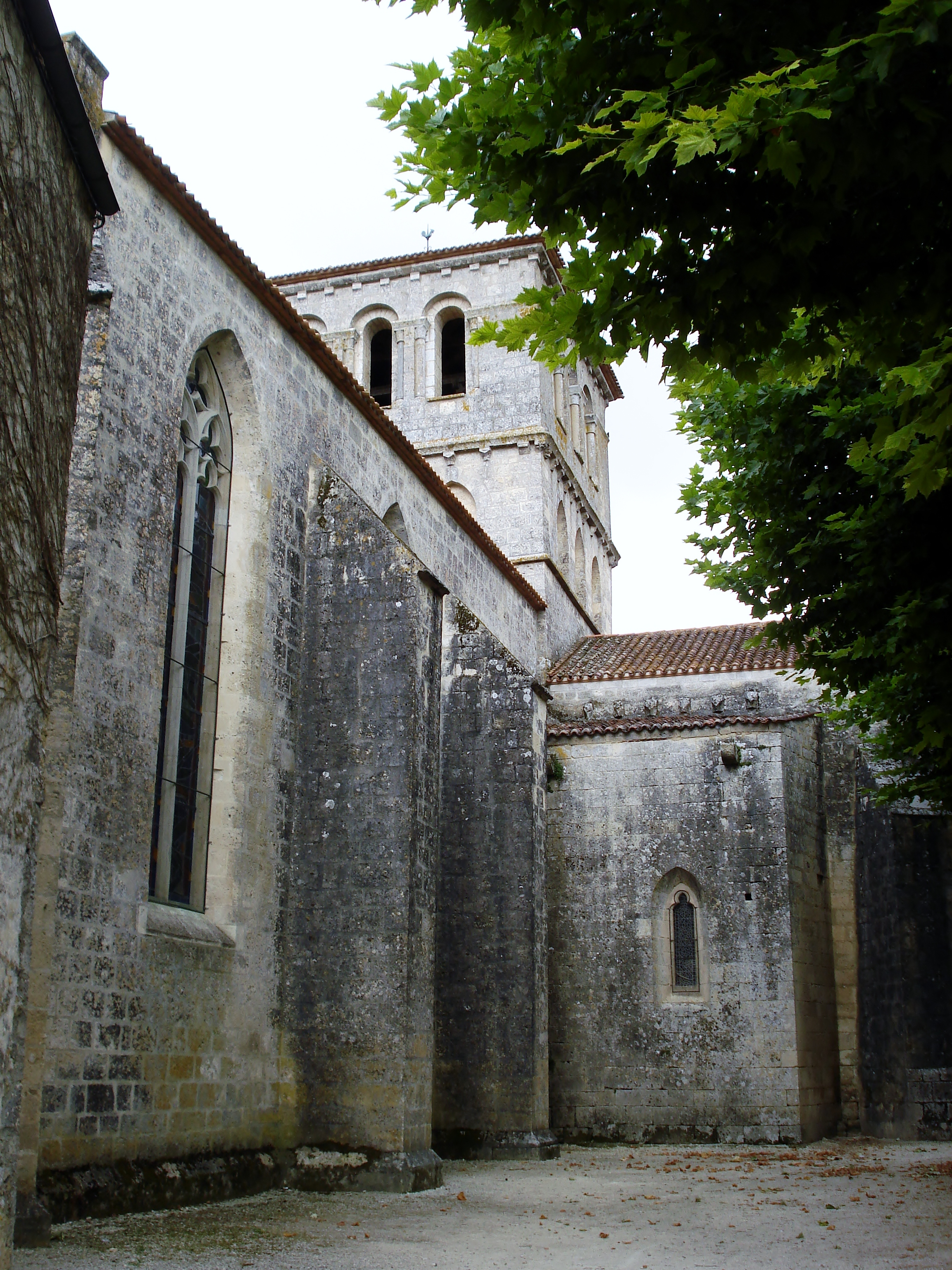
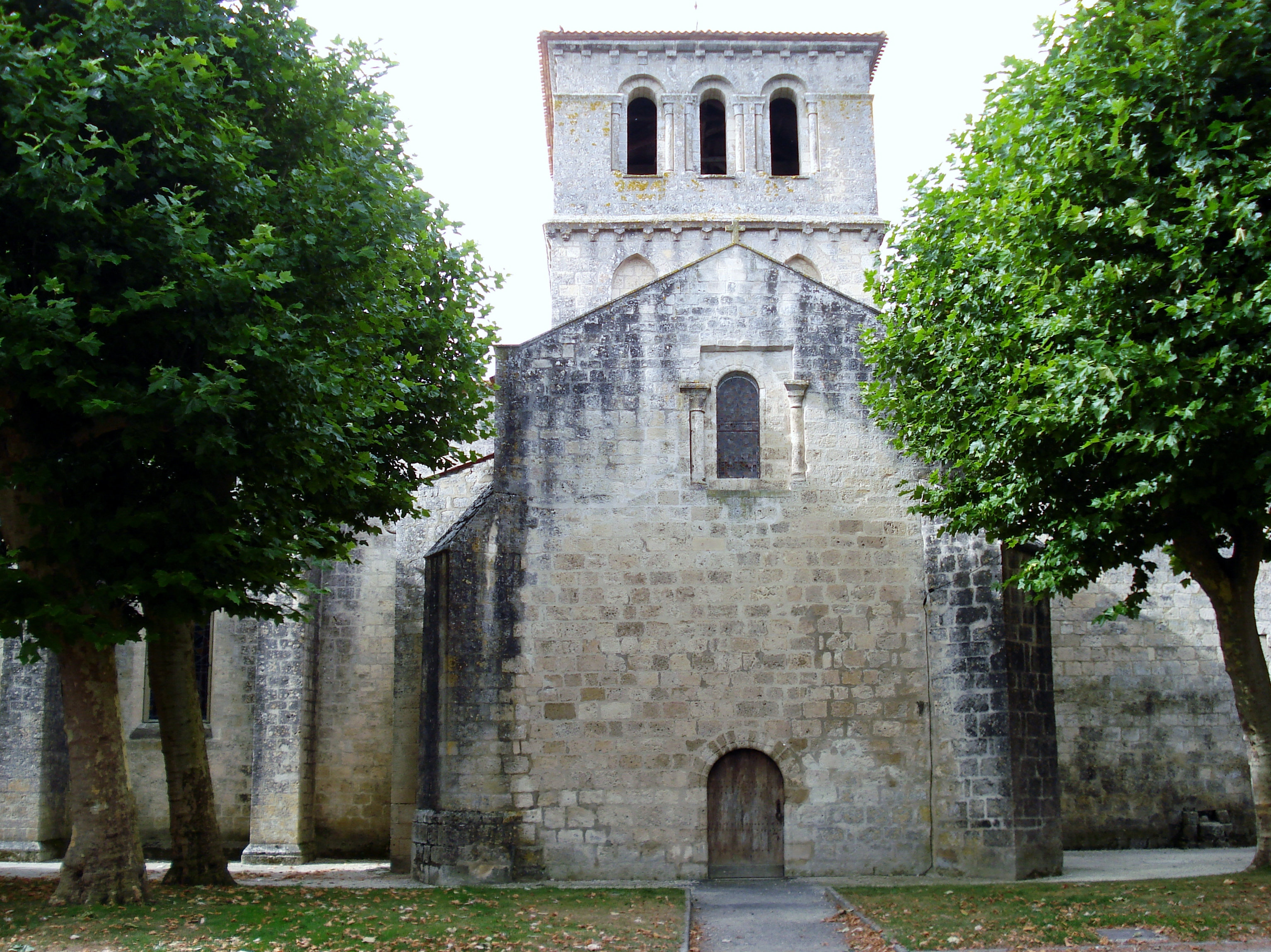
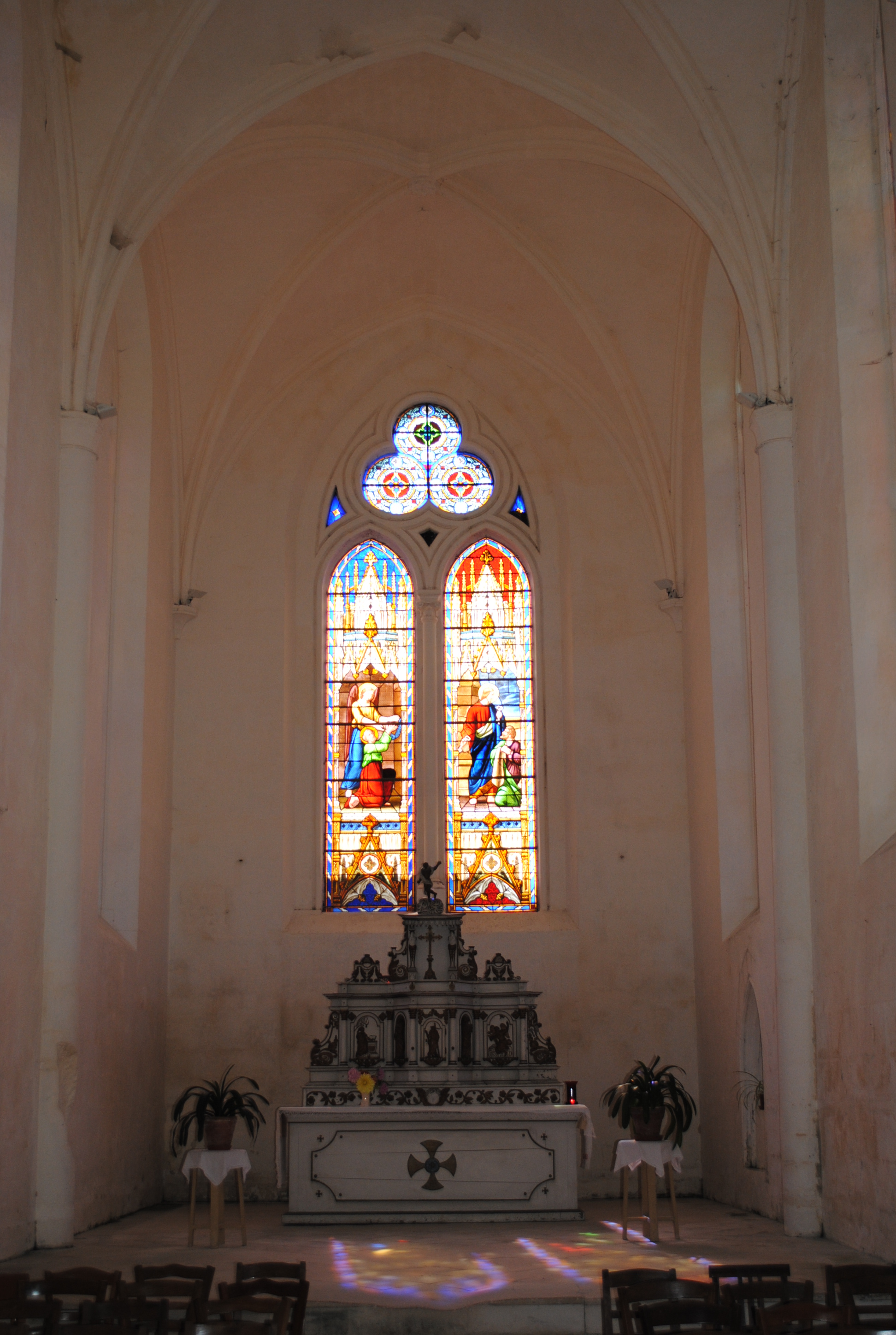
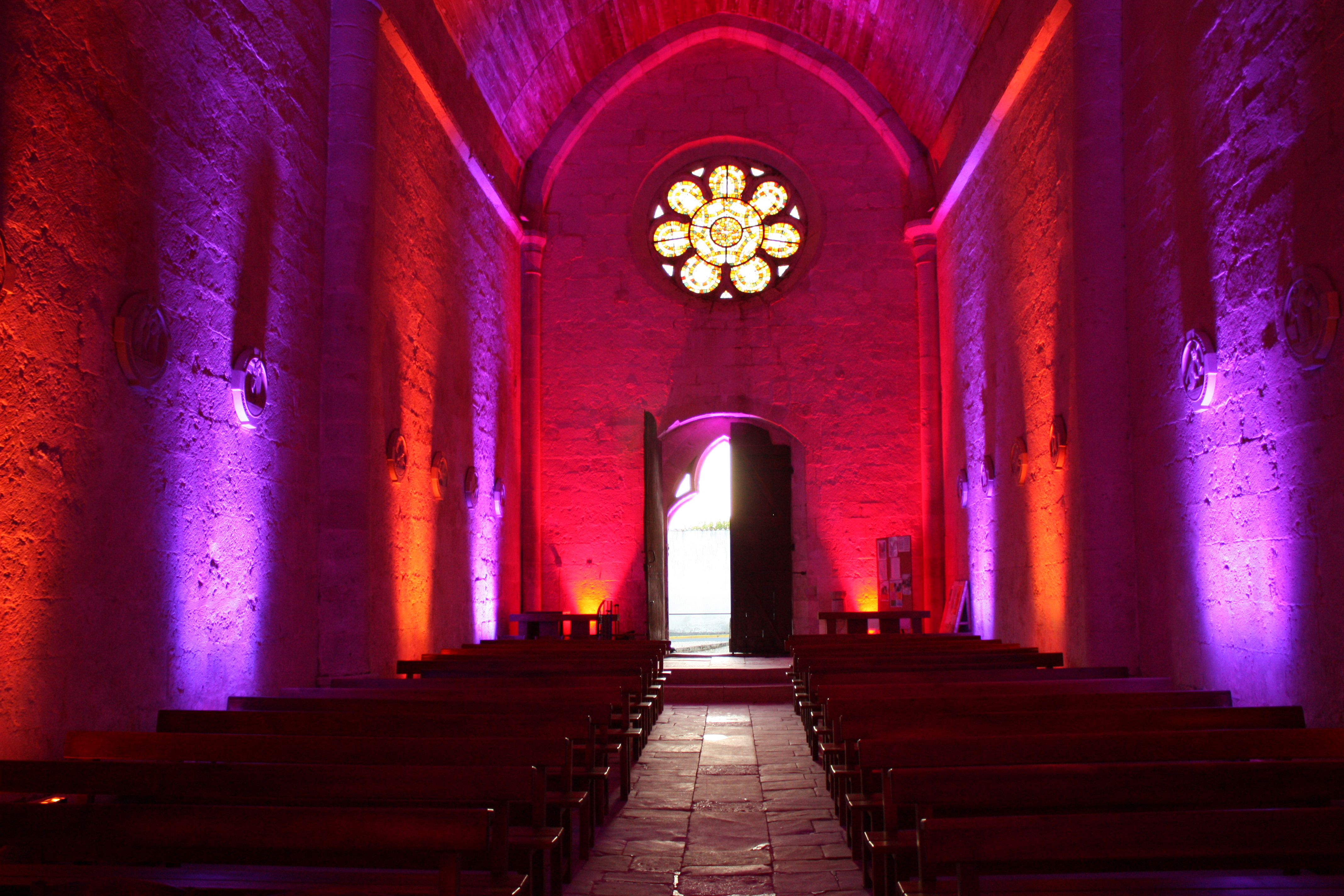
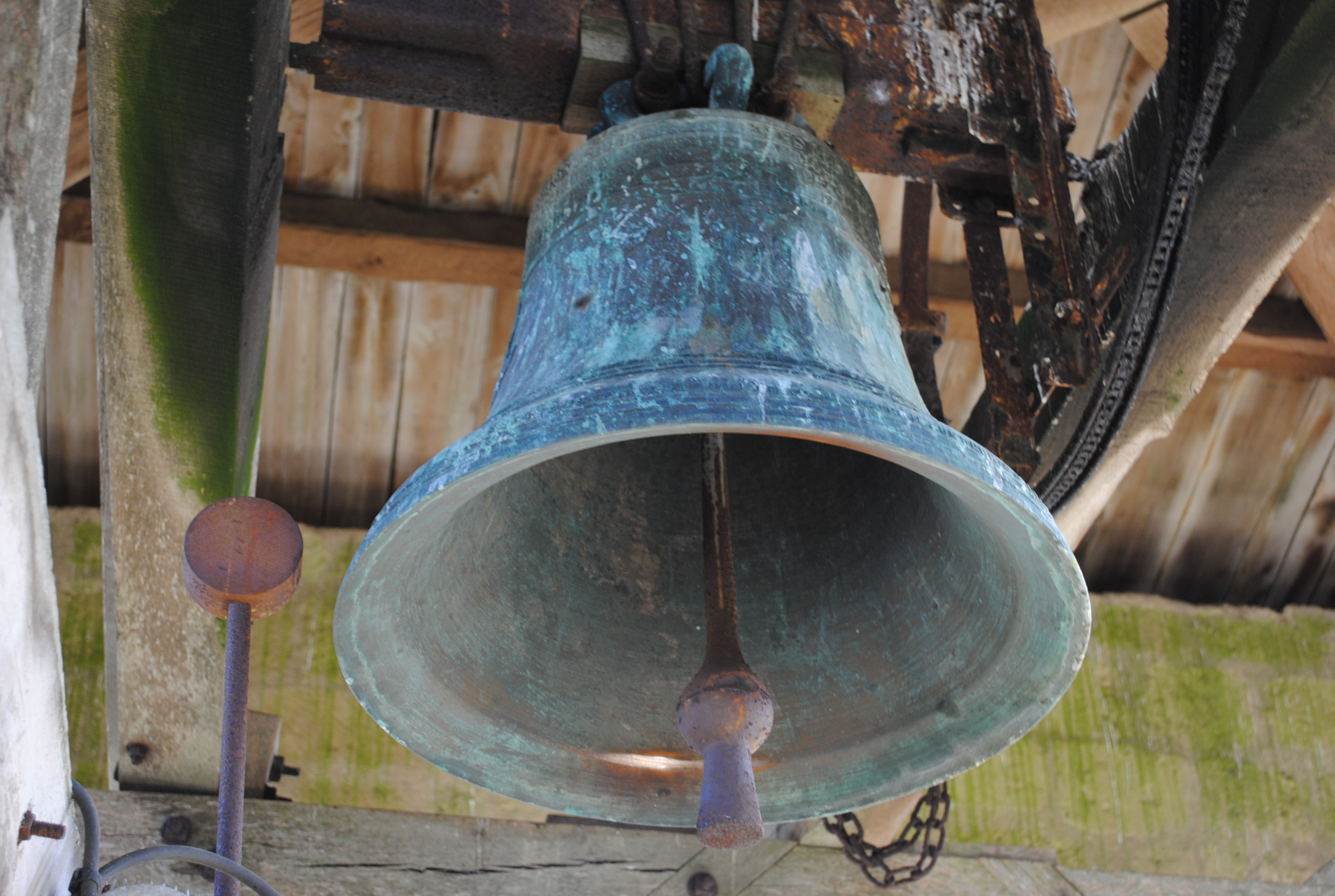